# 마이클 스크리븐
마이클 스크리븐(Michael Scriven, 1928년~ )은 영국 출신 학자이다.
수학과 석사학위, 철학과 박사학위 소지자이며, 철학, 심리학, 평가 분야에 많은 공헌을 했다. 400회 이상 학술 집필을 했고, 42개 저널들의 편집위원회에 참여한 경력이 있다. 그는 1978년~1979년에 미국교육연구협회의 회장을 역임한 바 있다. 다중훈련평가저널의 공동설립자이자, 편집자이기도 하다.

## 판단 모형
스크리븐은 판단 모형을 제안했는데, 주요 개념은 다음과 같다.
1. 교육평가시에는 평가의 내재적 준거 외에 외재적 준거에도 관심을 가져야 한다.
2. 교육평가자는 교육 프로그램, 교육목표들 간의 장단점과 효과를 비교 제시해야 한다.
3. 교육평가자는 목표의 성취수준 외에 가치와 질(質)도 평가해야 한다.
4. 교육 프로그램 및 정책을 평가할 때, 그 목표에 대한 정보를 주지 않아야 한다.
(목표를 아는 상태에서 평가하면 편견으로 인해 합리적이지 않은 결과를 도출할 수 있다.)
5. 형성평가와 총괄평가를 구분해야 한다.